# Auchenochondria lobosa
Auchenochondria lobosa is een eenoogkreeftjessoort uit de familie van de Chondracanthidae. De wetenschappelijke naam van de soort is voor het eerst geldig gepubliceerd in 1979 door Dojiri & Perkins.